# Cambronne (métro de Paris)
Pour les articles homonymes, voir Cambronne.
Cambronne est une station de la ligne 6 du métro de Paris, située dans le 15e arrondissement de Paris.

## Situation
Établie en aérien, la station surplombe le terre-plein central du boulevard Garibaldi, à l'ouest de la place Cambronne. Approximativement orientée selon un axe nord-ouest/sud-est, elle s'intercale entre les stations La Motte-Picquet - Grenelle et Sèvres - Lecourbe.

## Histoire
La station est ouverte le 24 avril 1906 avec la mise en service du deuxième prolongement de la ligne 2 Sud, depuis Passy jusqu'à Place d'Italie.
Elle doit sa dénomination à sa proximité avec la place Cambronne et la rue Cambronne, lesquelles rendent hommage au général du Premier Empire Pierre Cambronne (1770-1842).
Le 17 octobre 1907, la ligne 2 Sud est absorbée par la ligne 5, qui relie alors Étoile (aujourd'hui Charles de Gaulle - Étoile) à Lancry (actuelle station Jacques Bonsergent).
Du 17 mai au 6 décembre 1931, le tronçon entre Place d'Italie et Étoile de la ligne 5 est intégré temporairement à la ligne 6, qui relie alors Étoile à Nation afin d'assurer la desserte de l'exposition coloniale qui se tient cette année-là au bois de Vincennes. Cette section, rendue ensuite à la ligne 5 qui avait alors Gare du Nord pour terminus, est définitivement cédée à la ligne 6 le 6 octobre 1942, ceci afin de permettre le prolongement de la ligne 5 au nord-est jusqu'à Église de Pantin dès le 12 octobre suivant, sans rallonger excessivement son temps de parcours.
Durant l'été 2014, l'ensemble des verrières au-dessus des voies ont été renouvelées. Dans le cadre du programme « Un métro + beau » de la RATP, la station a été rénovée le 30 juin 2015.
Elle constitue le point de départ de l'itinéraire le plus court d'un voyageur qui désirerait emprunter chacune des lignes du métro de Paris (le point d'arrivée de ce parcours étant la station Saint-Fargeau sur la ligne 3 bis), selon un étude algorithmique menée, en 2018, par Florian Sikora, maître de conférence à l'université Paris-Dauphine.

### Fréquentation
Nombre de voyageurs entrés à cette  station :
| Année                      | 2013      | 2014      | 2015      | 2016      | 2017      | 2018      | 2019      | 2020      | 2021      |
| -------------------------- | --------- | --------- | --------- | --------- | --------- | --------- | --------- | --------- | --------- |
| Nombre de voyageurs par an | 3 097 164 | 2 565 239 | 2 986 628 | 3 140 382 | 3 191 686 | 3 286 006 | 2 524 418 | 1 567 953 | 1 636 566 |
| Rang                       | 170e      | 211e      | 183e      | 167e      | 167e      | 170e      | 207e      | 167e      | 218e      |
| Nombre de stations         | 302       | 302       | 302       | 302       | 302       | 302       | 302       | 304       | 304       |

## Services aux voyageurs

### Accès
La station dispose de deux accès contigus débouchant sur le terre-plein central du boulevard Garibaldi, au sud-est de la place Cambronne :
- l'accès 1 « boulevard Garibaldi - côté des numéros impairs » se trouvant sur le côté nord du terre-plein, au droit du no 1 du boulevard ;
- l'accès 2 « boulevard Garibaldi - côté des numéros pairs » se situant sur le côté sud du terre-plein, face au no 2 du boulevard.

Chacun s'ouvre sur un espace commun sous le viaduc d'où l'accès aux quais s'effectue au moyen d'escaliers fixes ou mécaniques montants.

### Quais

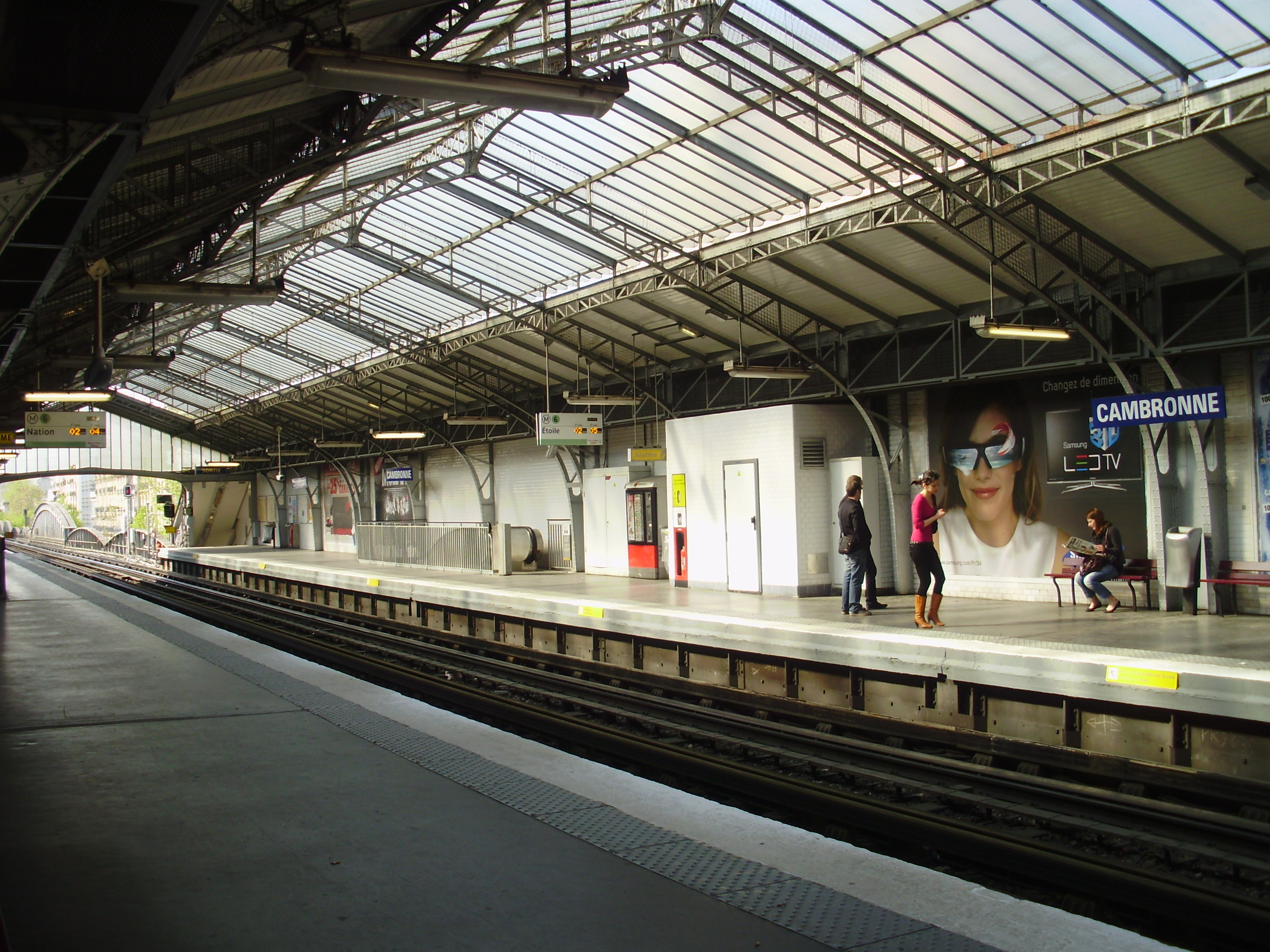
Quais de la station.

Cambronne est une station aérienne de configuration standard : elle possède deux quais séparés par les voies du métro, le tout couvert d'une verrière dans le style des marquises des gares de l'époque. Les piédroits verticaux sont recouverts de carreaux en céramique blancs biseautés côté intérieur, et de briques dessinant des motifs géométriques côté extérieur. Les cadres publicitaires sont en céramique blanche et le nom de la station est inscrit en police de caractères Parisine sur plaques émaillées fixées à la charpente métallique. Les quais sont équipés de bancs à lattes de bois. L'éclairage est semi-direct, projeté au sol par des plafonniers bleus, sur les piédroits par des tubes en partie dissimulés et sur la charpente par des projecteurs de lumière bleue. Les accès s'effectuent par l'extrémité occidentale.

### Intermodalité
La station est desservie par la ligne 80 du réseau de bus RATP et, la nuit, par les lignes N12 et N61 du réseau de bus Noctilien.

## À proximité
- Les bâtiments de l'UNESCO.

Galerie de photographies
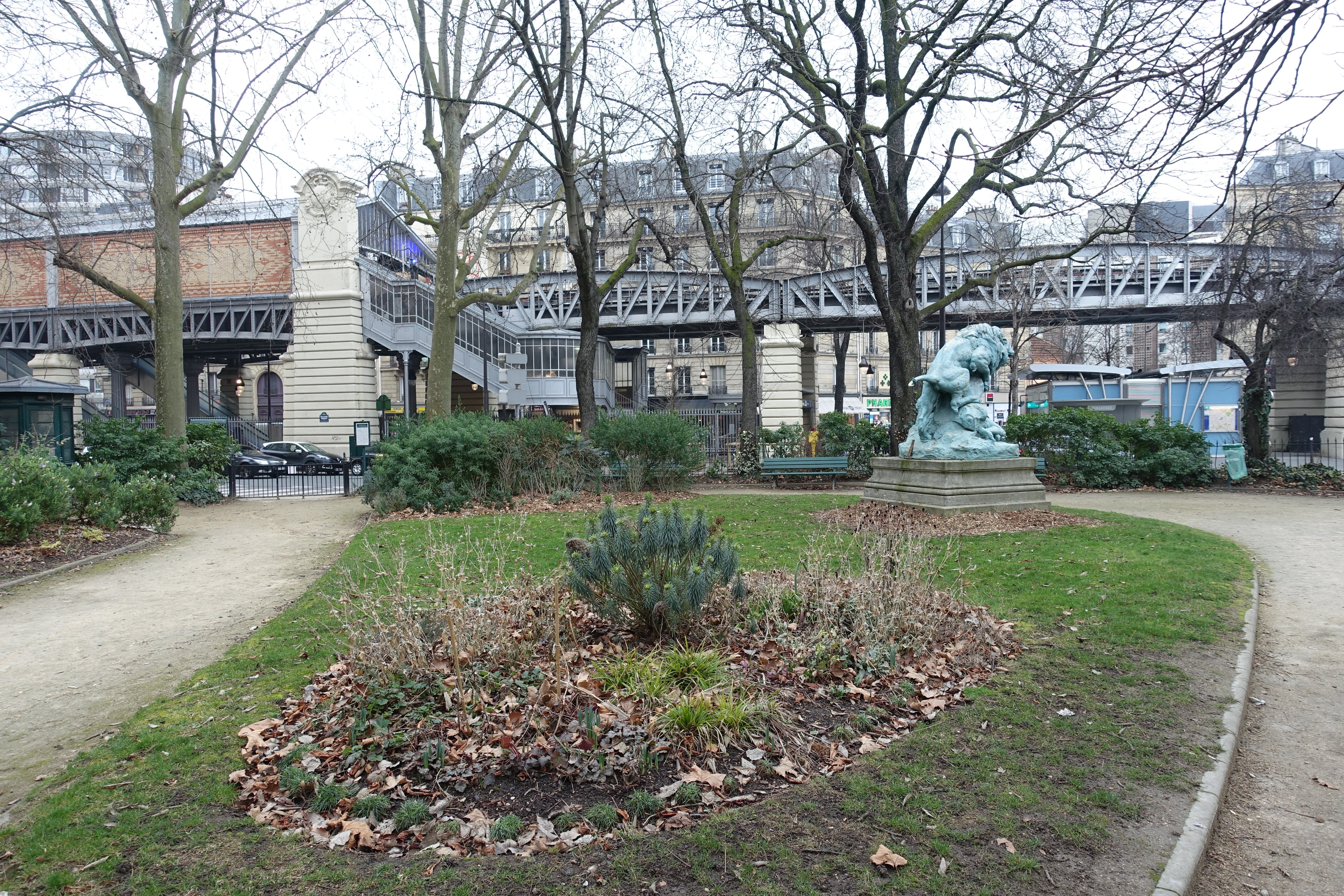
Station vue depuis le square Cambronne.
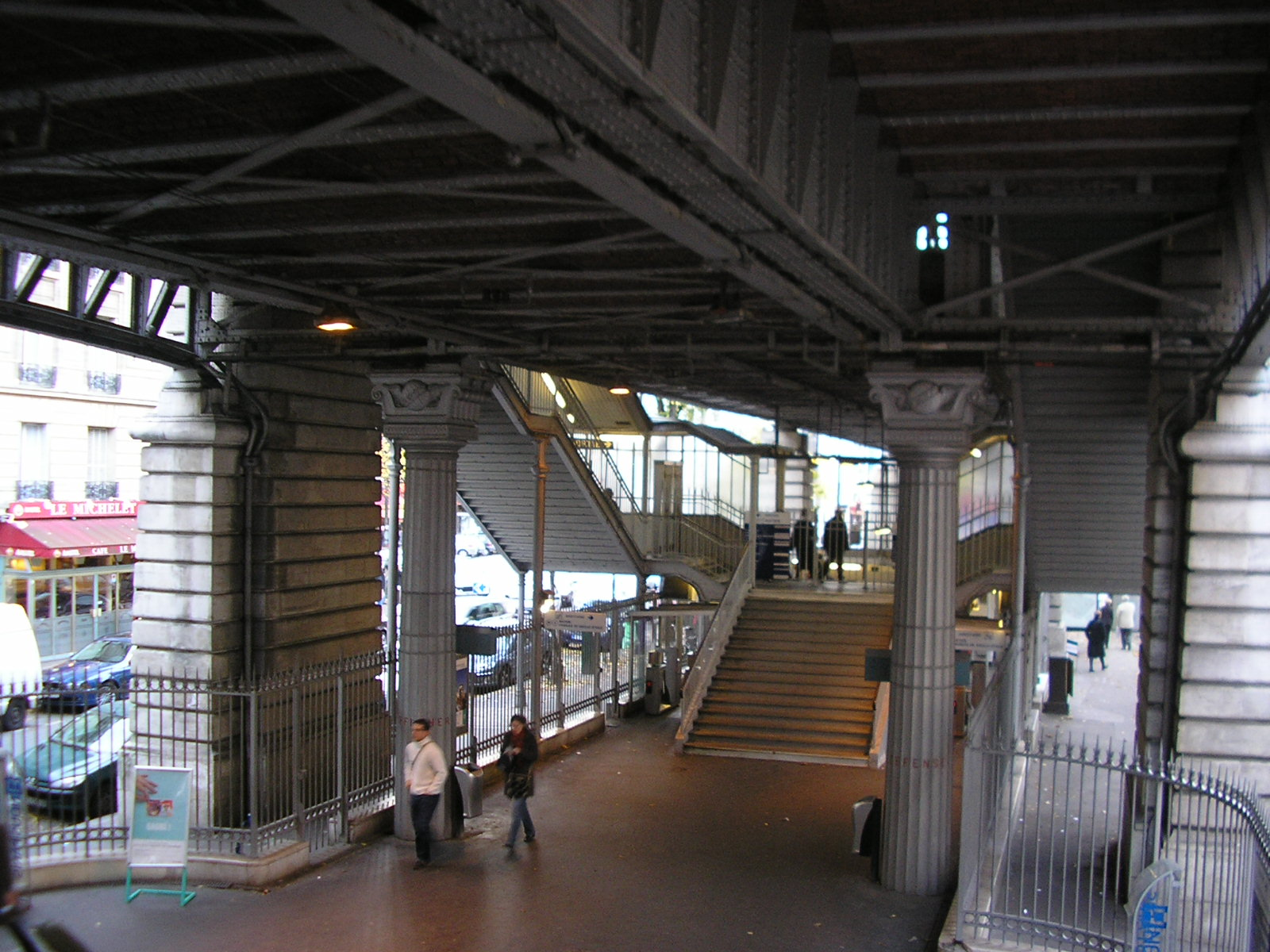
Escaliers fixes sous la station.
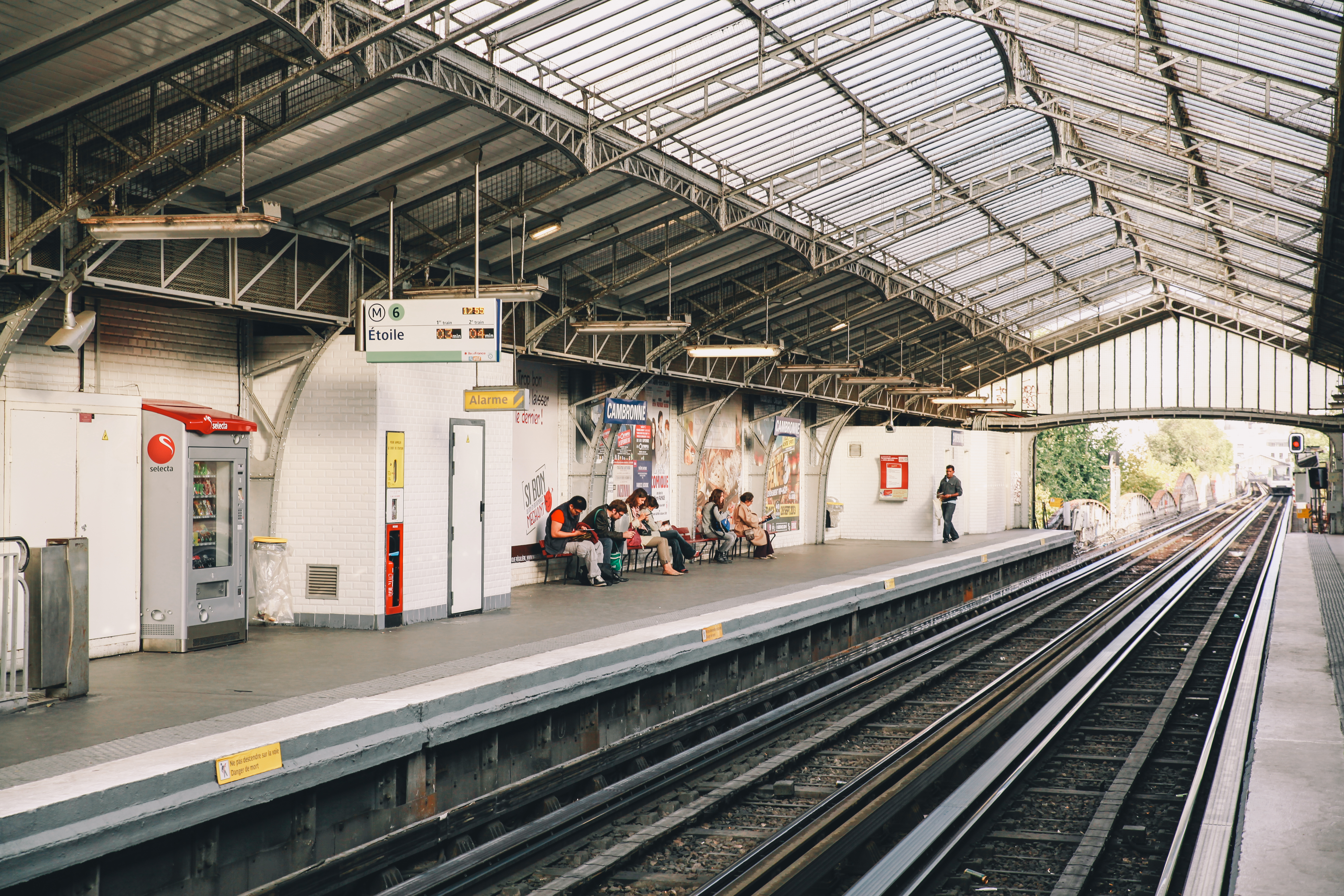
Vue des quais en regardant vers la station Sèvres - Lecourbe.
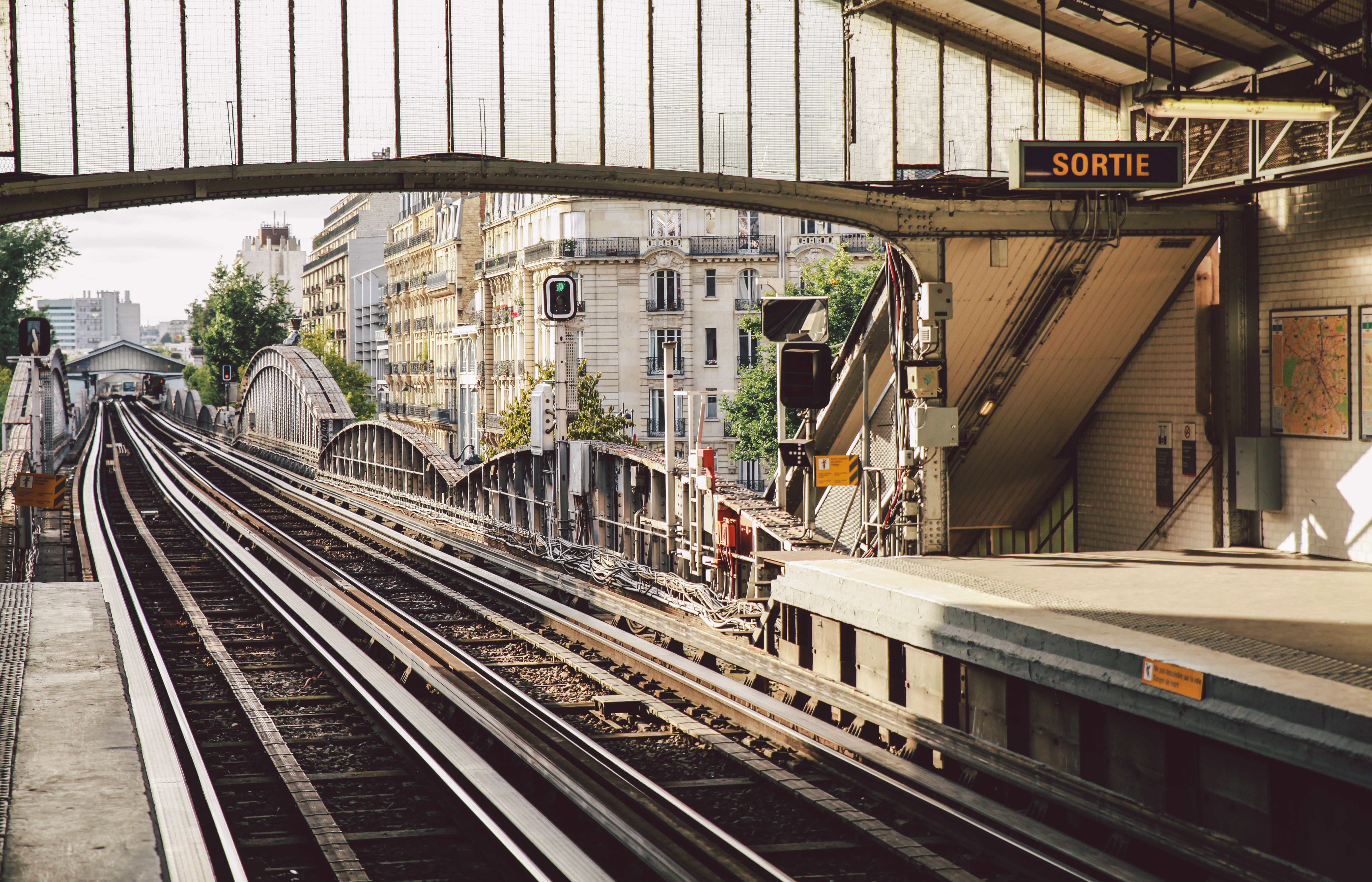
Extrémité des quais vers la station La Motte-Picquet - Grenelle.